# Сарайчик
Сарайчик (каз. Сарайшық, Кіші Сарай, Малий Сарай, Малий Палац, від перс. سرای‎ — палац) — середньовічне місто XIII—XVI ст. на правому березі річки Урал, біля й на території сучасного села Сарайчик Махамбетського району Атирауської області в Казахстані, за 50 км на північ від сучасного міста Атирау. У ряді перських й арабських джерел іменувався Сарай-Джук, Сар-Учуг та схожими назвами. Спочатку одне з міст Золотої Орди на стародавньому торговому шляху з Європи до Китаю через Надволжя й Хорезм. У 1242—1280 роках — столиця Улус Шибана. Столиця й єдине достовірне місто Ногайської Орди до руйнування у 1580 році, за казахського Касим-хана — у складі Казахського ханства.

## Історія

### Домонгольський період
Версія про домонгольські шари ймовірно, походить від радянського історика Сергія Толстова, який вважав, що «місто було побудовано у XI ст., а може бути й у X ст. хорезмійськими колоністами на шляху в Нижнє Надволжя». Розкопки, проведені в 1996—2000 років й раніше, на городищі не виявили домонгольських шарів.

### Золотоординська доба

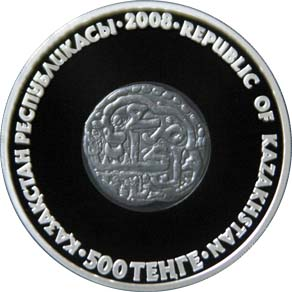
Пам'ятна монета номіналом 500 тенге, присвячена монеті, знайденій у Сарайчику.

Засноване в монгольський період на місці, де розташовувалася зимова кочова ставка. Час виникнення сягає XIII століття, за припущенням О. В. Пачкалова — до початку XIV століття, першій половині правління Узбек-хана. Найдавніші монети належать до правління хана Токти. Вперше згадується Ібн Баттутой в 1330-ті роки. На думку дослідника городища Актобе-Лаеті, розташованого на південь Сарайчика, Лева Галкіна, «роль затопленого Лаеті (городище Ак-Тобе) прийняв на себе Сарайчук».
За легендою, про яку пише історик Абу-ль-Газі, місто засноване Батиєм. До кінця XIV століття місто не обносилося муром. У XIV ст. пережило розквіт, обумовлений стратегічним становищем на шляхах зі столиць Золотої імперії у Хорезм, що сполучали країни Європи й Центральної (Согдіана) та Східної Азії (Китай). Карбувалася монета. Сарайчик був одним з найбільших міст Золотої Орди, і центром міської агломерації (виявлено ряд городищ, зруйнованих господарською діяльністю XX століття), на околиці Атирау розташоване городище Актобе-Лаеті. Судячи з археологічних знахідок, зокрема, посудин з написами, Сарайчик був містом з розвиненою культурою. У місті діяли унікальні водопровід й каналізація з керамічних труб. Малося металургійне і гончарне виробництво. Його жителі займалися ремеслами, баштанництвом, городництвом і рибальством. Стратегічне розташування, на шляху між Східом з Заходом, зробило місто великим центром торгівлі.
Арабський мандрівник і географ Ібн Баттута, автор записок «Подорож у Дешт-і Кипчак», описуючи своє перебування в 1334 році в Сарайчику, повідомляє про пороми на протоці Ули-су, що нагадали йому Багдад. Околиці міста були своєрідним курортним центром, сюди приїжджали пополювати і порибалити знатні люди зі всієї Орди.
Місто стояло на північному відгалуженні Великого шовкового шляху. Флорентійський фінансист Франческо Бальдуччі Пеголотті у своєму довіднику Pratica della mercatura, складеному між 1338 і 1342 роками, згадує Сарачанчо (Saracanco) при описі важливого торгового шляху з Тани у Хорезм.
За Абу-ль-Газі в Сарайчику вступили на престол й поховані хани Бердібек й Джанібек.
В 1395 році зруйнований військами Тамерлана. Немає точних даних про кількість зцилілих мешканців.
Після розгрому Тамерланом Сарайчик змістився на північний схід, до протоки Сорочинка.

### Ногайський період
Місто відновлено в 1430—1440 роках, і з другої половини XV століття (1490-ті роки) став столицею й єдино достовірним містом Ногайської Орди до руйнування у 1580 році, за Касим-хана — у складі Казахського ханства. Тут розташовувалася ставка ханів Ногайської Орди й казахського хана Касима.
Вважається, що в Сарайчику були поховані сім ханів:
- золотоординські — Сартак, Берке, Токтакія, Джанібек[6] (за іншими відомостями і Менгу-Тимур),
- ногайські — Ізмаїл, Ураза,
- казахський — Касим.

У XVI столітті в Сарайчику переважав натуральний обмін.
Після походу надволзьких отаманів Нечая й Богдана Барбоши, в 1580 року місто було завойоване і спалено, повністю розгромлено «злодійськими», тобто непідконтрольними Москві, козаками. Місто було настільки зруйноване, що мешканці переселилися у Хіву. 1640 року з дозволу правителів Сарайчика, за 2 кілометри вище течією Уралу від руїн Сарайчика було закладено московськими переселенцями острог — Сарайчиківська фортеця, що поклала початок нової історії поселення. На місці фортеці з'явилася Сарайчиківська станиця, потім — село Сарайчиковське Махамбетського району Гур'ївської області Казахської РСР.

## Розкопки
У 1769 році руїни Сарайчика відвідав вчений і мандрівник Петро Симон Паллас.
Розвідувальні розкопки Сарайчика проводилися в 1861, 1937 і 1950 рр. При розкопках в 1861 році штабс-капітаном О. Е. Алексєєвим було виявлено багато мармурових уламків, кахлів своєрідної цегли, а в давніх могилах біля Сарайчика велику кількість золотих, срібних і мідних прикрас і монет. 1937 року розкопки проводив фахівець в галузі археології Нижнього Надволжя Микола Артюзов (1899—1942). 1950 року розкопки проводив Алькей Маргулан, в 1980-ті рр. — Лев Леонідович Галкін, в 1996-2000-ні рр. — Зайнолла Самашев та інші.
Досліджувалися переважно шари XIV століття, виявлені споруди з саманної й рідше випаленої цегли, водогін з керамічних труб, сліди ремесел. Серед знахідок — побутові предмети, твори прикладного мистецтва.
На городищі виявлено монети XIII—XVI ст., хум з уривками з поеми Юсуфа Баласагуні, мушля каурі, що відображає далекі зв'язки міста, штампи, вкриті арабською в'яззю. Найбільша кількість монетних знахідок належить до XIV століття. Найдавніші монети належать до правління хана Тохти. Виявлено монети кримських ханів Гіреїв: Хаджі і Менглі.

## Сучасність
На початок ХХІ століття поруч з історичним пам'ятником розташоване село Сарайчик Махамбетського району Атирауської області. В результаті підмив річкою Урал історичний шар безповоротно руйнується. 1999 року в цих місцях був споруджений меморіальний комплекс «Ханська ставка — Сарайчик».